# Sabina Timmermans
Sabina Timmermans ('s-Hertogenbosch, 22 november 1984) is een Nederlands kunstschilder van hedendaagse kunst. Van 2002 tot 2004 volgde zij een opleiding aan de Hogeschool voor de Kunsten Utrecht en van 2005 tot 2007 de Bachelor of Education in Visual Art and Design in Utrecht. In 2009, 2010 en 2014 werd zij genomineerd voor de koninklijke prijs voor vrije schilderkunst, Paleis op de Dam, Amsterdam.

## Tentoonstellingen (selectie)
- 2007: Art Camp Eindexamenexpositie HKU, Utrecht
- 2007: Utrechtse Nieuwe, Kunstuitleen Utrecht
- 2009: Landschap Leeft, kasteel Groeneveld, Baarn, groepstentoonstelling
- 2009: Urban Nature, RINO groep, Utrecht, groepstentoonstelling
- 2009: Drive Inn Expositie, Kunstnacht 's-Hertogenbosch, DMT-Loods, groepstentoonstelling
- 2010: Illusoire paradijsjes, Noordbrabants Museum, 's-Hertogenbosch, solotententoonstelling[1]
- 2010: Galerie van de Water, Eindhoven, solotentoonstelling
- 2010: Dis u topie. Tæt, 's-Hertogenbosch, werkperiode & duotoonstelling
- 2010: DMT Expositie Midgetgolf!, DMT-Loods 's-Hertogenbosch, groepstentoonstelling
- 2010: Local spac(bk)e, CBK 's-Hertogenbosch, groepstentoonstelling
- 2011: Galerie 48/SBK, Breda, duotentoonstelling
- 2011: 'I am leaving, again... constructing unknown places, creating new evidence', Galerie van de Water, Eindhoven, solotentoonstelling
- 2011: SPOOR 1, Podium DAK, Geldrop, groepstentoonstelling
- 2011: Galerie Witt, Dordrecht, solotentoonstelling
- 2012: Mind the Gap, D.E.V.E. Gallery, Brugge (BE), groepstentoonstelling
- 2012: 'GRENSWERK Elbe 2012', Magnete e.V., Hamburg, (DE) presentatie werk AIR Tripkau, groepstentoonstelling
- 2013: Matijs van de Kerkhof en Sabina Timmermans, Podium DAK, Geldrop, duotoonstelling

## Werken
- Gecompenseerd, 2008, acrylverf op doek, 65 × 60 cm
- So pleased with a daydream, 2008, acrylverf op doek, 140 × 100 cm
- Vegeteren, 2008, acrylverf op doek, 150 × 100 cm
- Oude Engelenseweg, 2008, acrylverf op doek, 90 × 118 cm
- Verloren stadium, 2009, acrylverf op doek, 110 × 190 cm
- De relatieve schoonheid van geschilderde Hortensia's, 2009, acrylverf en tempera op doek, 105 × 68 cm
- Het bos (1), 2009, acryl, tempera en lak op doek, 120 × 200 cm
- Het bos (2), 2009, acryl, tempera en lak op doek, 100 × 150 cm
- En alles dat had kunnen zijn, 2009, acrylverf op doek, 150 × 210 cm
- Vacances in Silverton, 2009, acrylverf en tempera op doek, 140 × 200 cm
- Er nog verder vandaan, 2010, acryl op doek, 200 × 150 cm
- De vergeten plek, 2010, acryl en tempera op doek, 200 × 130 cm

## Noot
1. ↑  Illusoire paradijsjes. Gearchiveerd op 30 november 2009. Geraadpleegd op 14 februari 2010.